# 中東太平洋淵眼魚
中東太平洋淵眼魚，為黑頭魚科的其中一種，為深海魚類，分布於中東太平洋海域，棲息深度2692-2724公尺，體長可達21.8公分，棲息在中層水域，生活習性不明。

## 扩展阅读
維基物種上的相關：中東太平洋淵眼魚